# Skála (ort i Grekland, Grekiska fastlandet)
Skála (Skala) är en ort i Grekland.   Den ligger i prefekturen Fthiotis och regionen Grekiska fastlandet, i den centrala delen av landet, 100 km nordväst om huvudstaden Aten. Skála ligger 1 meter över havet och antalet invånare är 178.
Terrängen runt Skála är varierad. Havet är nära Skála åt nordost.Runt Skála är det ganska glesbefolkat, med 34 invånare per kvadratkilometer. Närmaste större samhälle är Livanátes, 4,7 km norr om Skála. 